# Xırmandalı (Masallı)
Khirmandaly è un comune dell'Azerbaigian situato nel distretto di Masallı. Conta una popolazione di 3 745 abitanti.